# Aliança Pró-Evangelização das Crianças
A Aliança Pró-Evangelização das Crianças (APEC; em inglês: Child Evangelism Fellowship (CEF)) é uma organização evangélica internacional sem fins lucrativos, fundada por Jesse Irvin Overholtzer (1877–1955), em 1937, com sede em Warrenton, Missouri, Estados Unidos. A organização possui como propósito como ensinar o Evangelho cristão para crianças e encorajar o envolvimento das crianças nas igrejas cristãs locais. A APEC possui programas estabelecidos em todos os estados dos Estados Unidos e em outros 127 países, com mais de 3 500 missionários internacionalmente, dos quais 852 trabalham em tempo integral nos Estados Unidos e Canadá, com a ajuda de cerca de 40 000 voluntários.
Durante o ano fiscal encerrado em dezembro de 2014, a APEC informou ter evangelizado mais de 19,9 milhões de crianças, principalmente por meio do ministério presencial. A APEC é membro fundador do Conselho Evangélico de Responsabilidade Financeira. A APEC se ramificou no Brasil na década de 1940, através dos trabalhos dos missionários Harry e Frieda Briault quando Jesse Irvin Overholtzer visitou o país, e na Europa em 1946, quando Bernard e Harriet Swanson (dos Estados Unidos) começaram a trabalhar em Gotemburgo, Suécia. A APEC logo se espalhou por toda a Europa, principalmente na Irlanda do Norte a partir de 1950. A sede da APEC Europa está na Alemanha, com seus missionários treinados em diferentes centros da Europa. O trabalho na Europa cresceu de tal forma que a APEC se tornou em uma das maiores missões infantis em todo o continente.

## No Brasil
Na década de 1940, Jesse Overholtzer viajou para o Brasil para fazer contatos e dar palestras. Um casal de ingleses, Harry e Frieda Briault, que viviam no Brasil há 20 anos, o acompanhou durante sua estadia. Ao término da visita, o casal deixou o trabalho com a União Evangélica Sul-Americana para abrir o trabalho da APEC no Brasil, em 1941, se tornando no primeiro país fora dos Estados Unidos a instalar uma filial da APEC. Atualmente, a APEC atua em 22 estados brasileiros e possui mais de 70 missionários em tempo integral.
Entre os trabalhos realizados há, desde 1964, uma parceria com a Secretaria da Educação do Estado de São Paulo para lecionar e fornecer material para ensino religioso nas escolas públicas.